# Phaeton (Karosseriebauform)

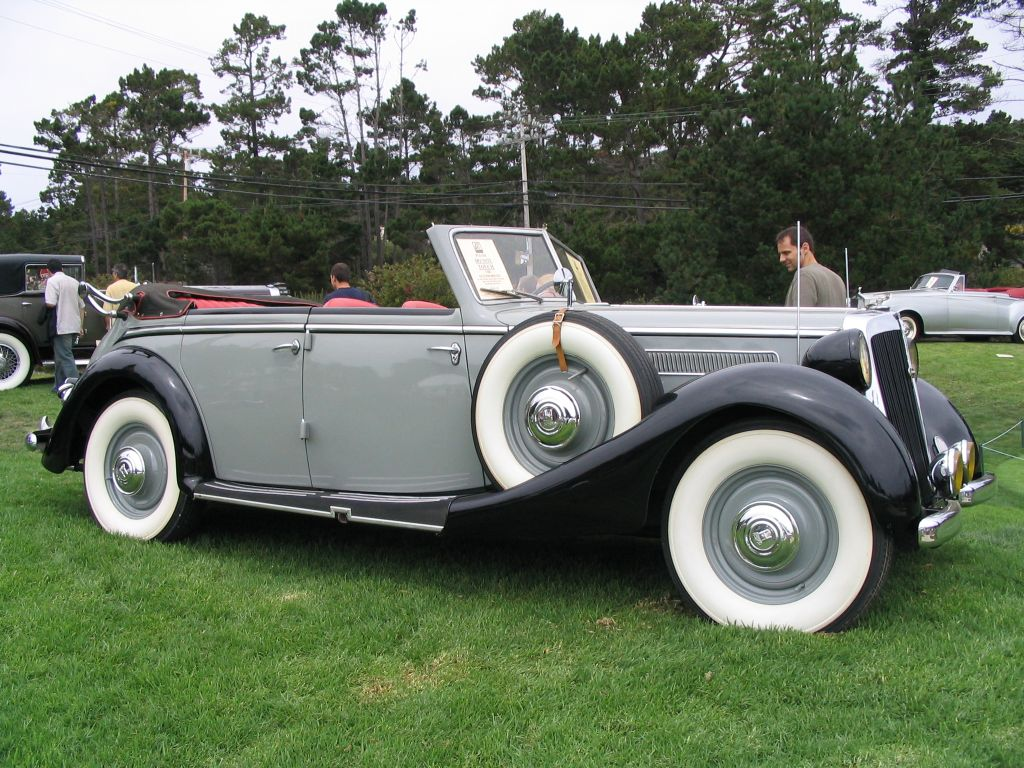
Ein typischer Phaeton der 1930er Jahre: Horch 930 V von 1939

Der Phaeton war seit der Erfindung des Automobils eine weit verbreitete Karosseriebauform. Der Name „Phaeton“, der von einer Gestalt der griechischen Sagenwelt stammt (→ Phaethon), ging von der Kutsche auf die ersten Automobile oder „Motorkutschen“ über. Gottlieb Daimlers erster Motorwagen 1886 war ein motorisierter Phaeton Americaine, der vom Stuttgarter Kutschenbauer Wimpff & Sohn zugeliefert wurde. Automobile mit Phaeton-Karosserien gehörten als offene Zwei- oder als Viersitzer zum Angebot nahezu aller Hersteller. Der Boom der Automobile in Phaeton-Form erreichte um 1910 seinen Höhepunkt.

## Zweisitzer
Offene Fahrzeuge aus der Zeit von 1900 bis etwa 1920, die auf einer Sitzreihe Platz für zwei Personen boten, wurden Phaeton oder Zweisitzer genannt. Frontscheibe, Türen und Verdeck kamen im Laufe der Zeit dazu oder waren gegen Aufpreis lieferbar. In der Automobil-Welt vom Mai 1907 sind offene Zweisitzer abgebildet und folgenderweise bezeichnet: Adler 4/8 PS und Rex-Simplex als Zweisitzer, Laurin & Klement B als zweisitzig, Cito Citomobil, Ley Loreley und Victoria Zweisitzer als Phaeton. Bei Fahrzeugen mit Frontmotor ist hinter dem Motor eine deutlich sichtbare Spritzwand. Abgelöst wurde der zweisitzige Phaeton ab etwa 1910 durch den zweisitzigen Torpedo, der anders als der Phaeton eine durchgehende seitliche Karosserie hatte.
Nach 1918 kam der Begriff Torpedo aus der Mode. Langsam setzten sich Seitenscheiben und der Begriff Roadster durch.

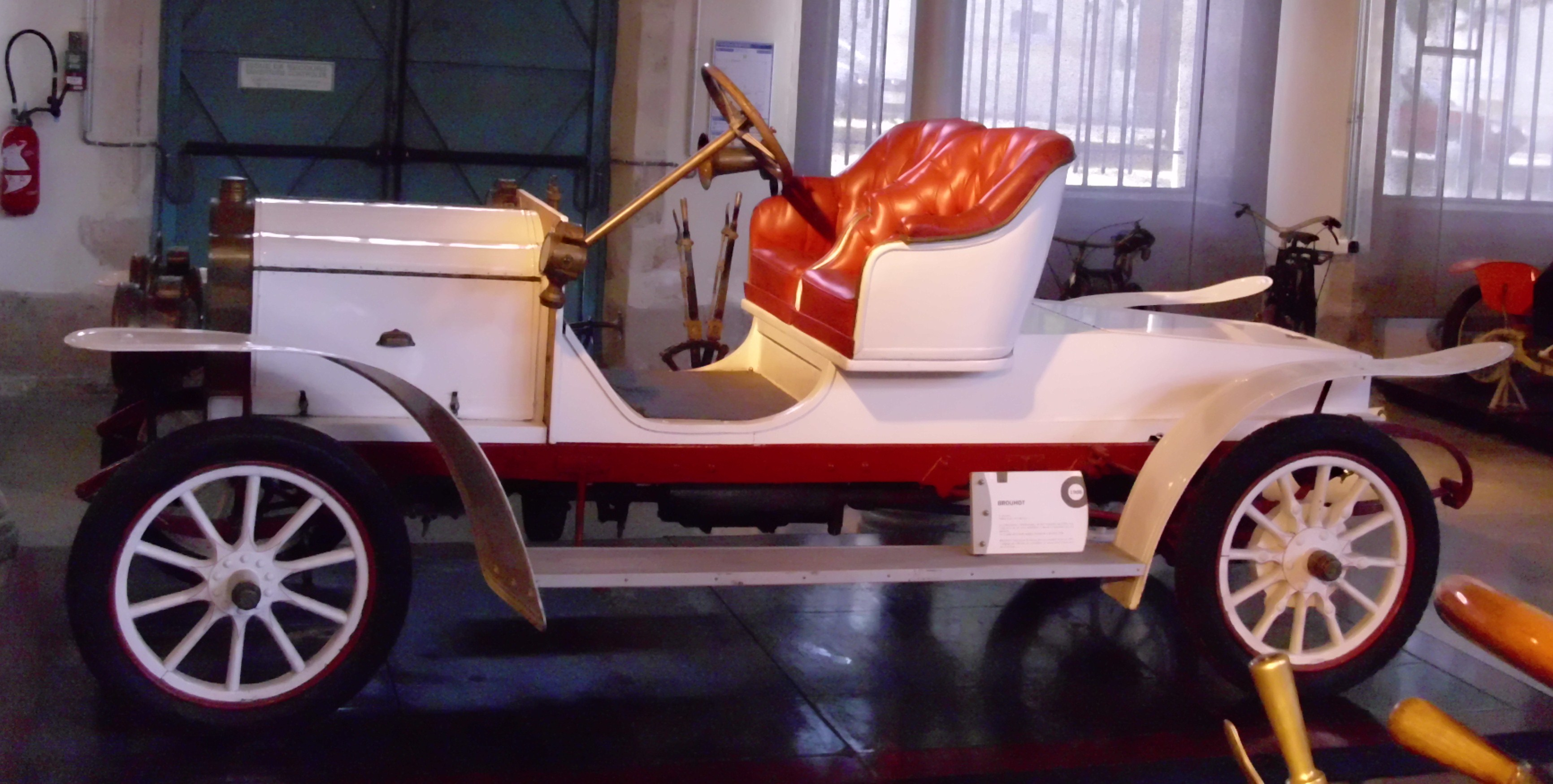
Ohne Frontscheibe, Türen und Verdeck: Brouhot von 1906
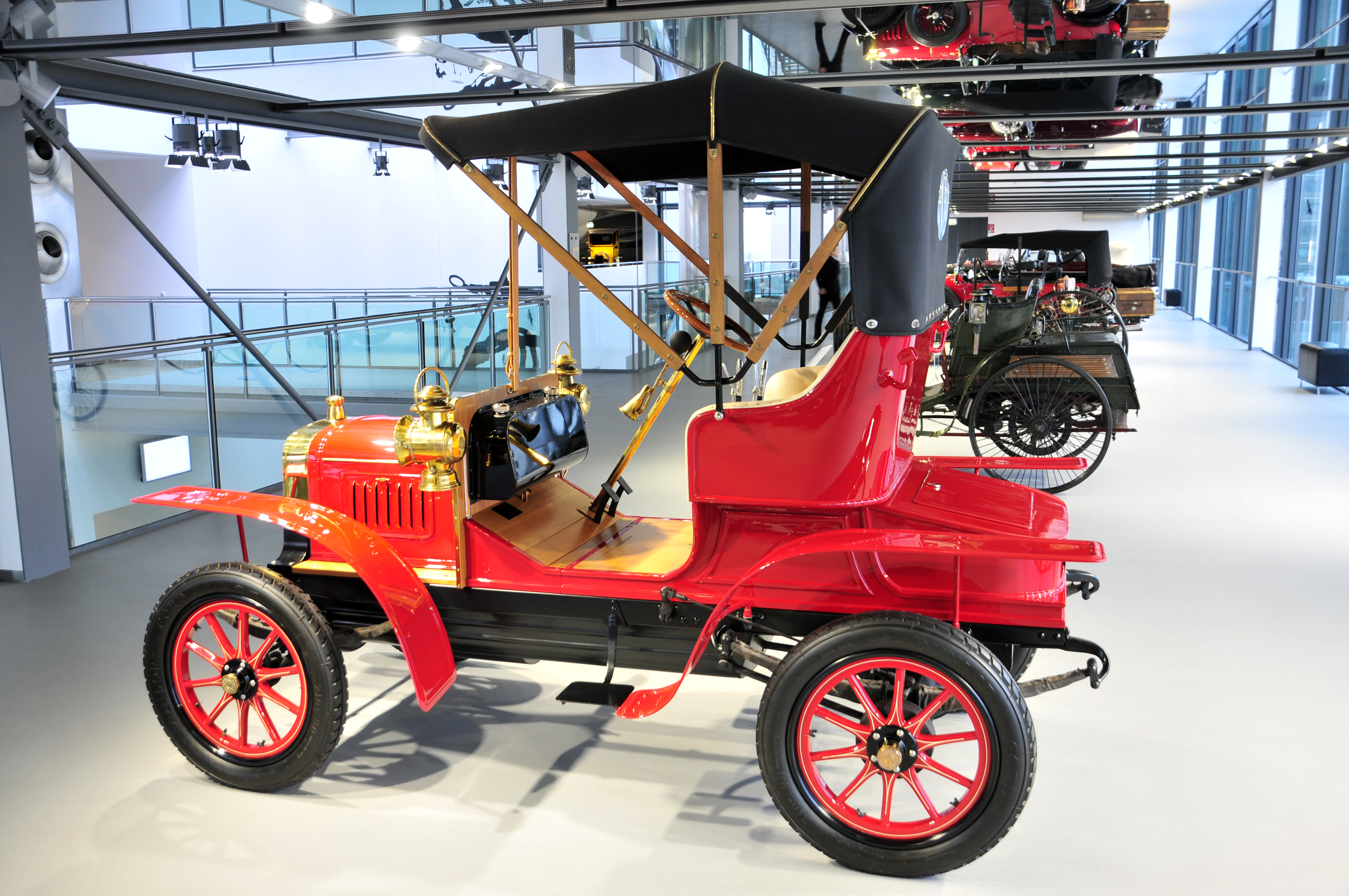
Mit Verdeck: Laurin & Klement A
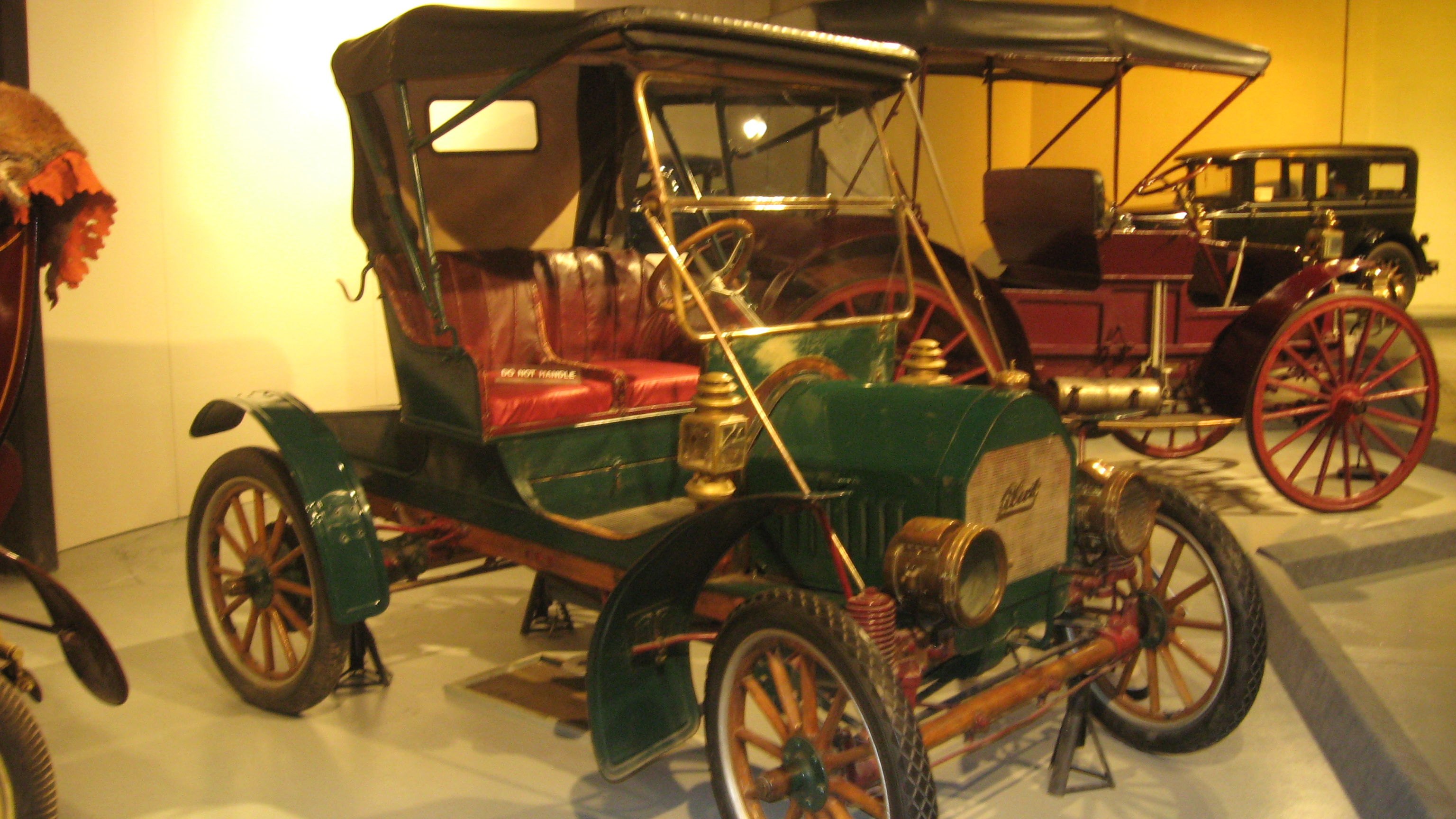
Mit Frontscheibe und Verdeck, aber ohne Türen: Brush von 1912 (in Amerika auch Runabout genannt)
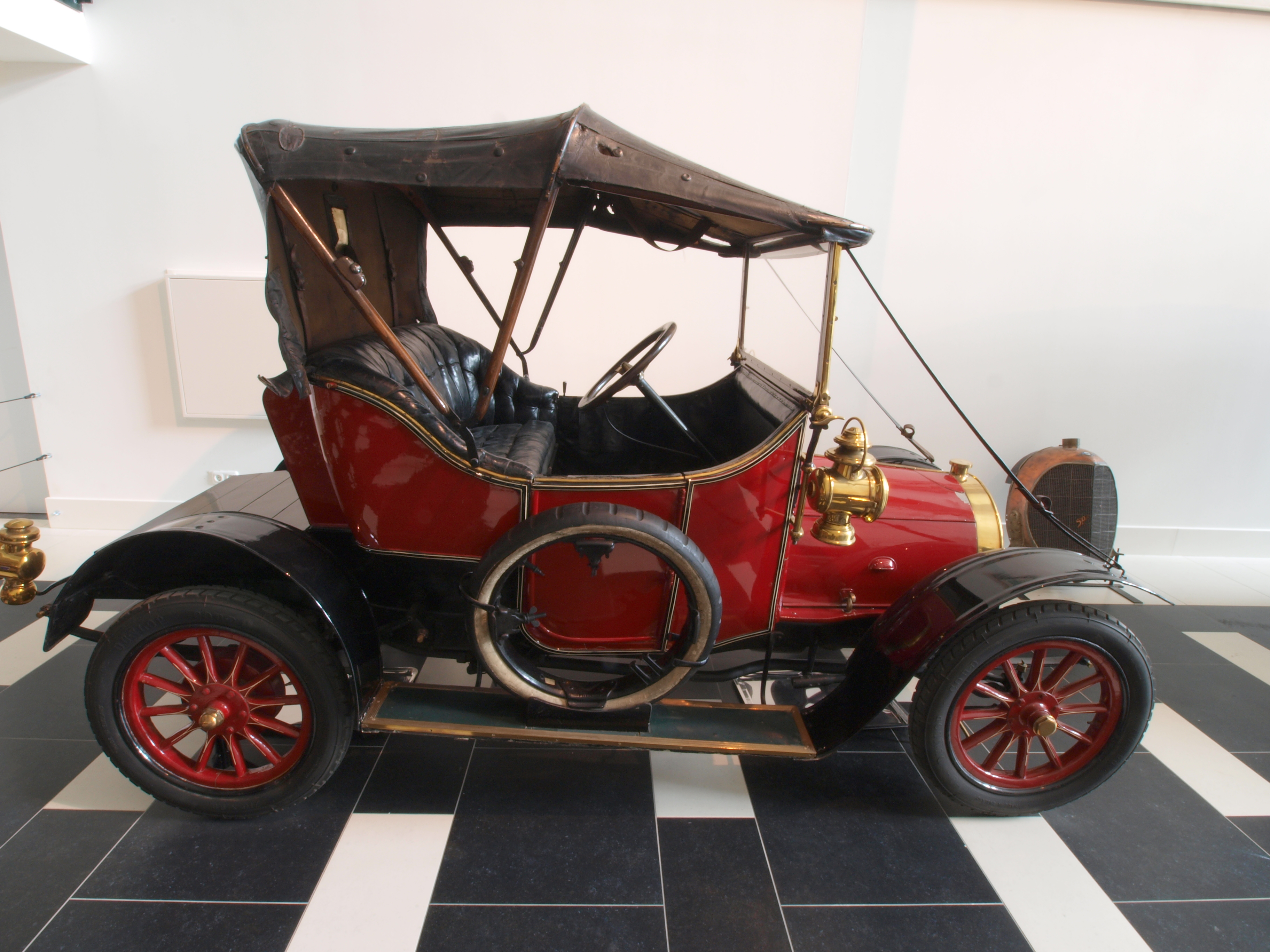
Mit Frontscheibe, Türen und Verdeck: Spyker 7 HP von 1912
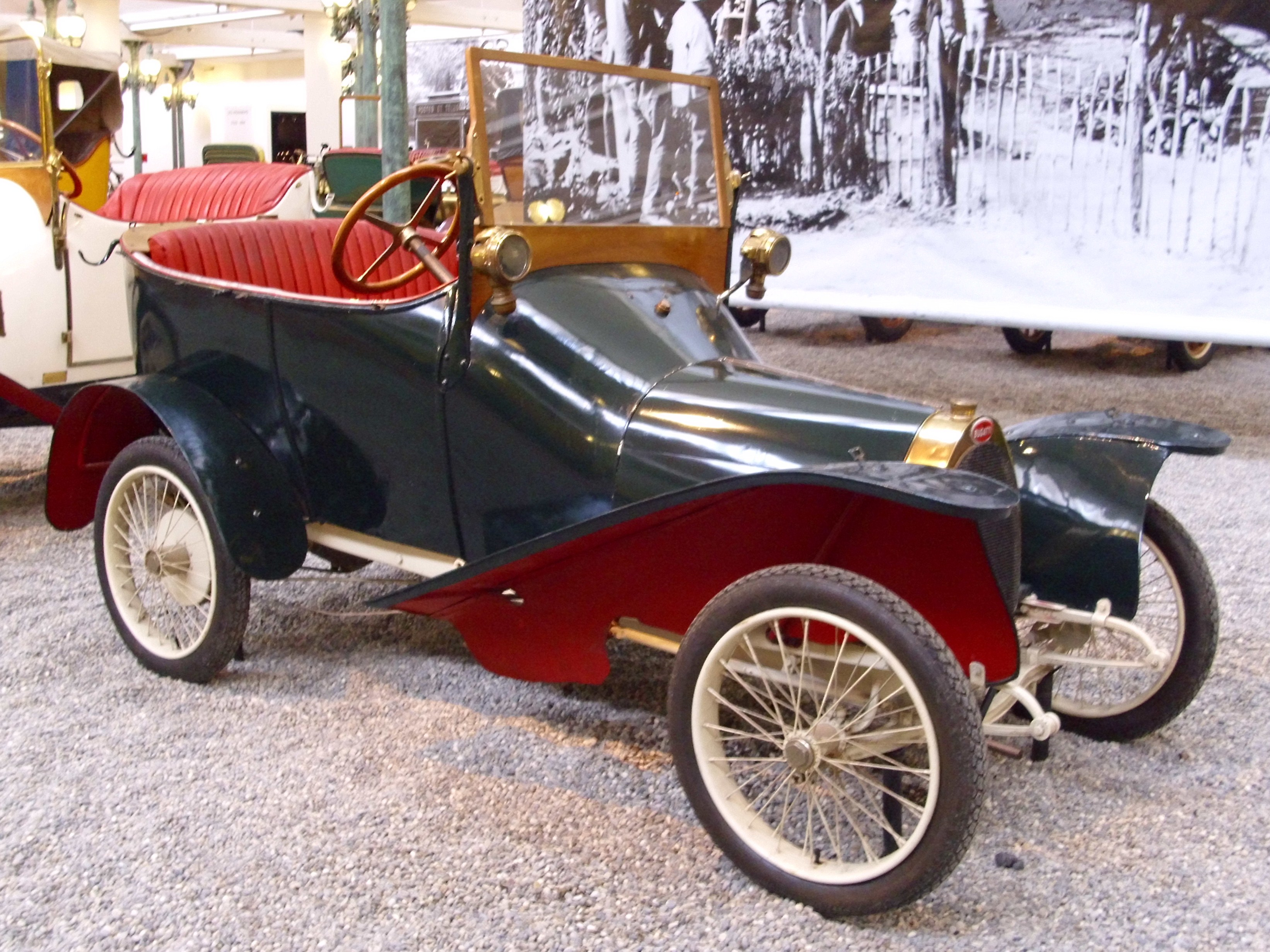
Bereits ein Torpedo: Bugatti Type 19 von 1911

## Viersitzer
Offene Fahrzeuge bis etwa 1920, die auf zwei Sitzreihen Platz für vier Personen boten, wurden Doppelphaeton oder vielfach vereinfacht Phaeton oder Viersitzer genannt. Voraussetzung war, dass alle Sitze nach vorne ausgerichtet waren. Vis-à-vis, Dos-à-dos und Tonneau gehören deshalb nicht dazu. Frontscheibe, Türen und Verdeck kamen im Laufe der Jahre dazu oder waren gegen Aufpreis lieferbar. Die hinteren Türen setzten sich eher durch als die vorderen. In der Automobil-Welt vom Mai 1907 ist ein offener Viersitzer des Typs Apollo Piccolo abgebildet und als Doppelphaeton bezeichnet. In der Automobil-Welt vom April 1907 sind zwei weitere offene Viersitzer abgebildet und folgenderweise bezeichnet: Stoewer P 6 als (Doppel-)Phaeton, Horch 50/60 PS als Doppel-Phaeton. Bei Fahrzeugen mit Frontmotor ist hinter dem Motor eine deutlich sichtbare Spritzwand. Abgelöst wurde der viersitzige Phaeton ab etwa 1910 durch den viersitzigen Torpedo, der im Gegensatz zum Phaeton einen sanften Übergang von der Motorhaube zur Frontscheibe sowie eine durchgehende seitliche Karosserie bot.
Nach 1918 wurden die Fahrzeuge wieder Phaeton oder Tourenwagen genannt. Sie verfügten weiterhin über keine seitlichen Scheiben (manchmal Steckscheiben) und boten somit weniger Wetterschutz als ein Cabriolet. Die Nachfrage sank bis zum Zweiten Weltkrieg. Als letzte Variante des Phaeton hielt sich der Kübelwagen.

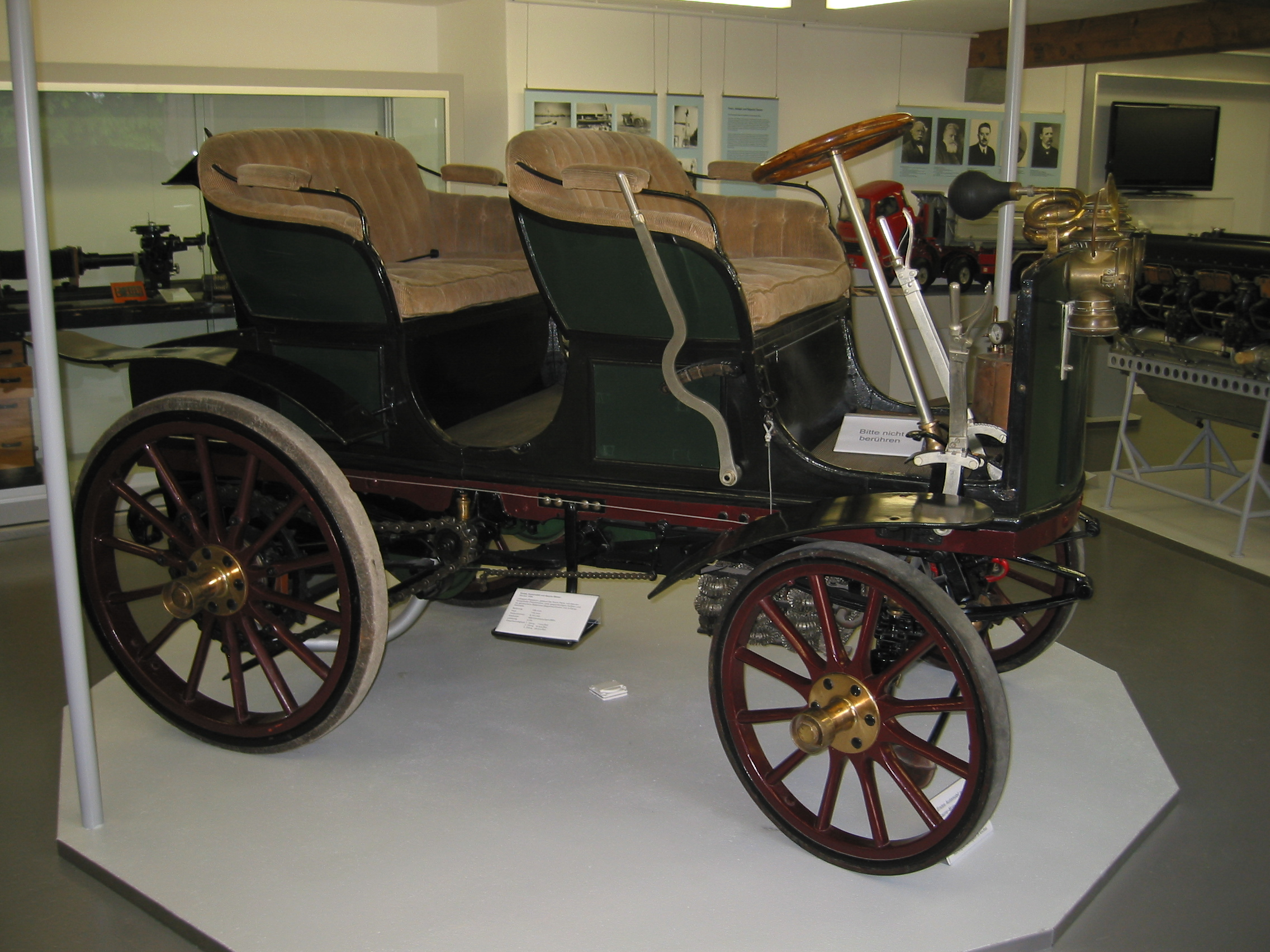
Ohne Frontscheibe, Türen und Verdeck: Koch von 1898
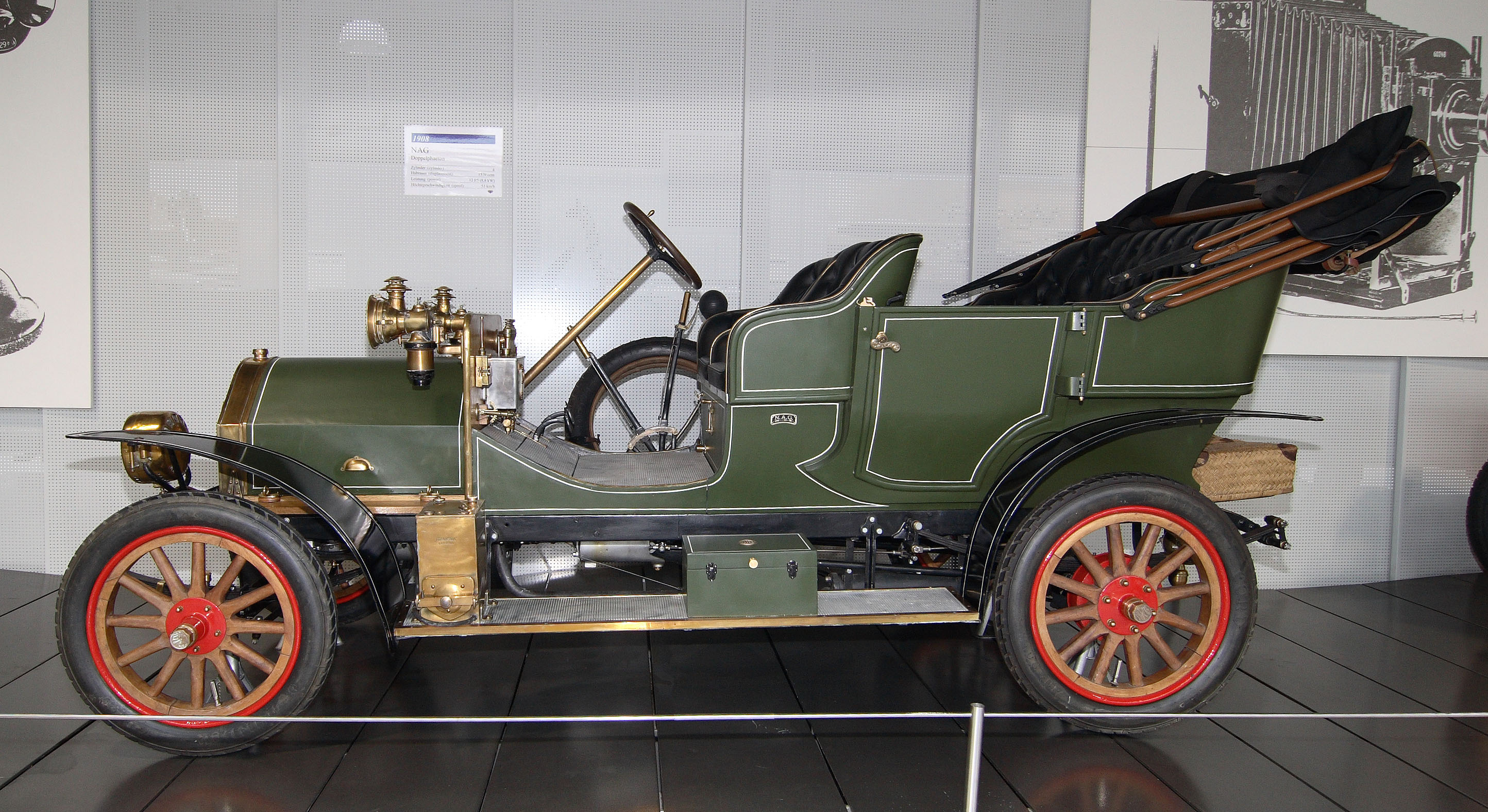
Ohne Frontscheibe, aber mit hinteren Türen und Verdeck: NAG von 1908
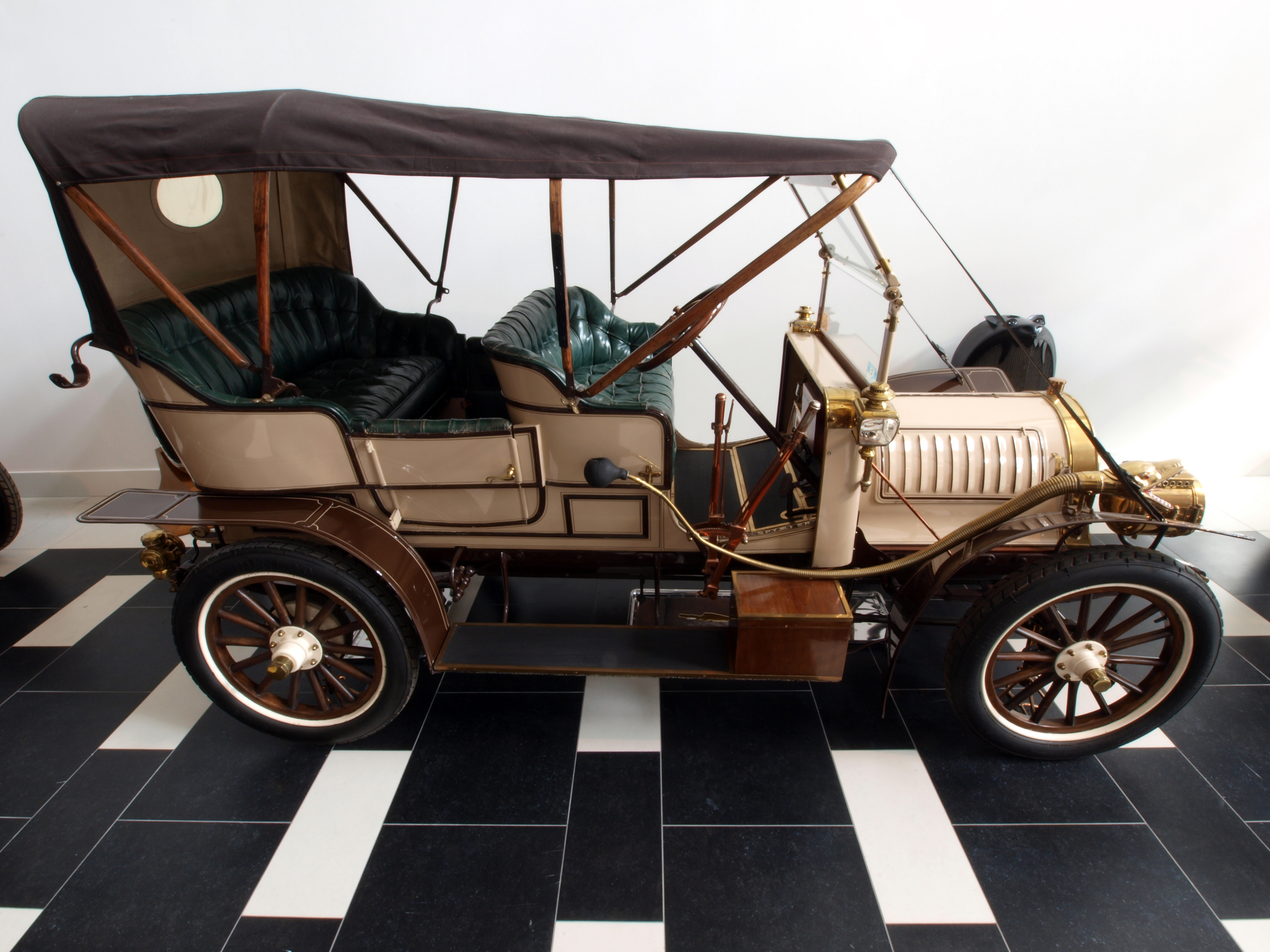
Mit Frontscheibe, hinteren Türen und Verdeck: Spyker 15/22 HP von 1907
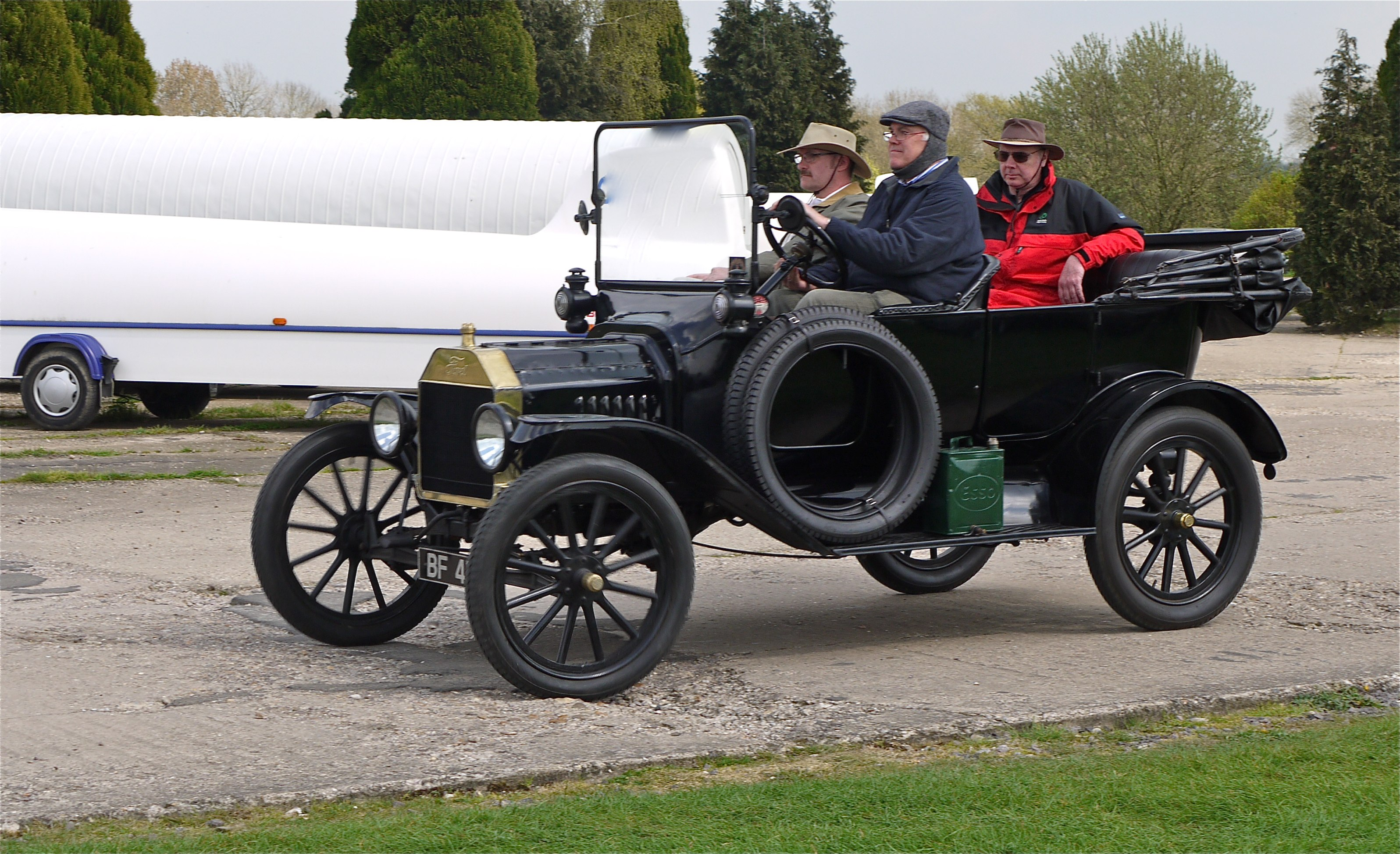
Mit Frontscheibe, durchgehender Karosserie und Verdeck: Ford Modell T
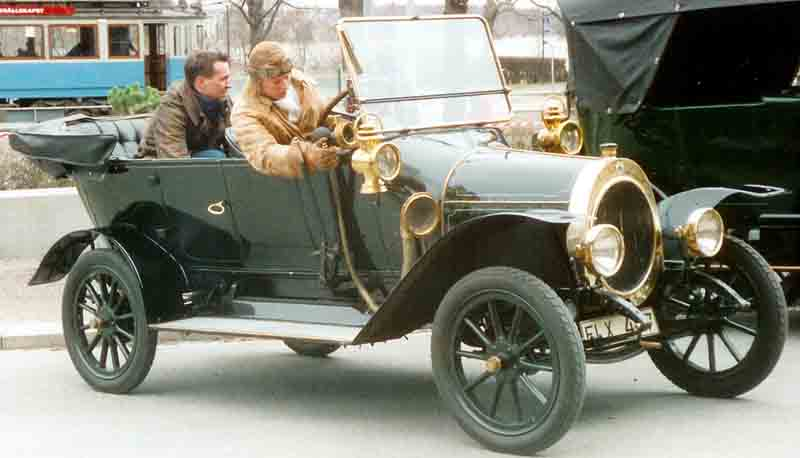
Bereits ein Torpedo: NAG K 2 6/18 PS Darling von 1912

## Sonderformen

### Triple-Phaeton
Offene Fahrzeuge mit drei Sitzreihen wurden bis etwa 1920 Triple-Phaeton genannt.

### Skiff

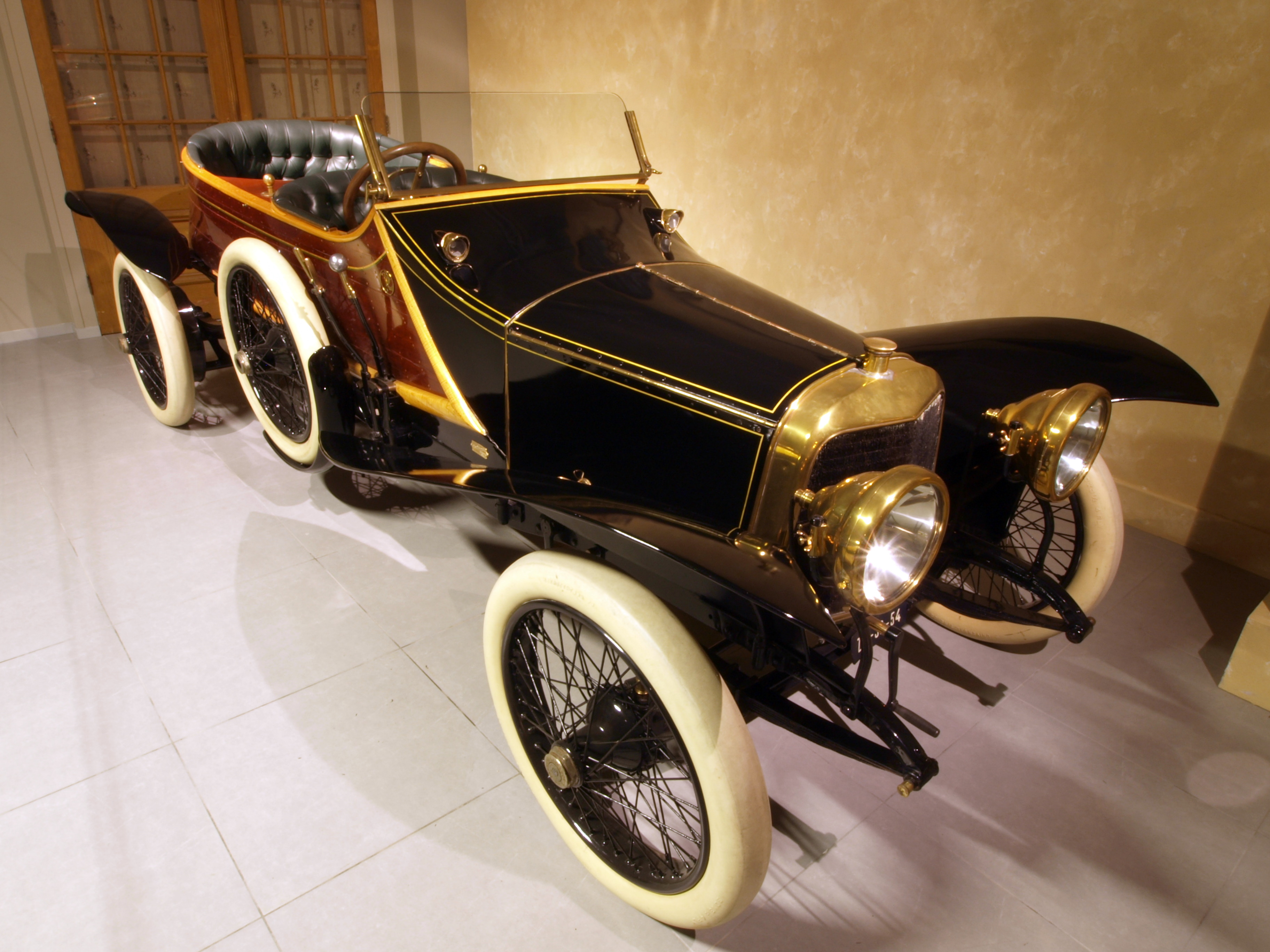
Panhard & Levassor Typ X19 Skiff mit geschwungenen Kotflügeln, karossiert von der Carrosserie Labourdette (1912)

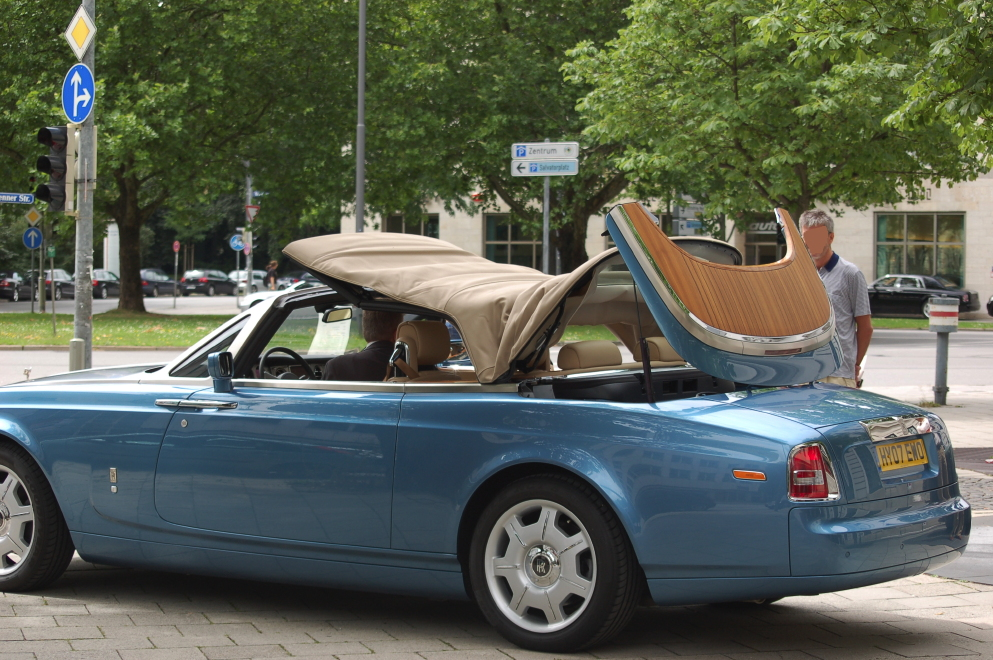
Das Holz an der Verdeckklappe des Rolls-Royce Phantom Drophead Coupé ist eine Reminiszenz an den Skiff.

Der Skiff stellt eine spektakuläre Mischform verschiedener offener Karosserieformen dar, etwa aus Touring resp. Phaeton, Torpedo und, seltener, Roadster dar. Der Aufbau besteht vollständig aus Holz und wird unter Anwendung von Bootsbaumethoden angefertigt. Das Heck läuft in der Regel in Bootsform aus. Oft fehlen Türen und Innenverkleidungen. Der Skiff war eine vorwiegend französische Modeerscheinung. Die Kosten für den Bau und den Unterhalt der Karosserien sowie deren fehlende Alltagstauglichkeit verhinderten eine größere Verbreitung. Skiff werden oft mit dem Karosseriebauunternehmen Carrosserie Labourdette in Verbindung gebracht, der 1912 ein erstes Skiff auf dem Fahrgestell eines Panhard & Levassor aufbaute.

### Scaphandrier
Der Scaphandrier ist eine fast vergessene französische Erfindung. Wie beim Dual Cowl Phaeton gibt es zwei Passagierabteile. Das vordere ist dem Chauffeur vorbehalten, das hintere winzig und ganz ans Ende des Fahrzeugs gerückt. Es gibt Versionen mit festem Dach oder offene, die sich mit Verdeck und Scheiben wetterfest schließen lassen. Zum Einsteigen wird ein Teil der vorderen Abdeckung samt Windschutzscheibe nach vorn geklappt, ehe sich die Türen öffnen lassen.
Der Name leitet sich ab von Scaphander, einem alten Begriff für ein Helmtauchgerät, weil die hintere Kabine an einen Taucherhelm erinnert. Diese bemerkenswert unpraktische Karosseriebauart fand nur wenige Käufer. Bekannt sind solche Aufbauten auf Fahrgestellen von Hispano-Suiza, Renault 40 CV und Panhard & Levassor; letztere stellte 1924 einen von Carrosserie Labourdette karossierten und als Skiff-Cab bezeichneten Scaphandrier mit Holzkarosserie (vgl. Skiff) auf dem Pariser Automobilsalon aus.

### Salon Phaeton
Die Bezeichnung Salon bezieht sich lediglich auf die Anordnung der Sitze und ist nicht auf das Phaeton beschränkt; sie ist auch vom Touring car, der Limousine und dem Sedan bekannt und wurde von Luxusmarken gerne verwendet. Die Salon-Anordnung entspricht in etwa jener von modernen Minivans, jedoch mit fest angebrachten Sitzen und Bänken. Hinter den vorderen Einzelsitzen sind zwei weitere so angebracht, dass eine Lücke zwischen ihnen bleibt. Es scheint, dass später Notsitze verwendet wurden, die zusammengeklappt und im Boden versenkt werden konnten. Diese Sitze sind normal über die hinteren Türen
zugänglich. Die Lücke zwischen den Sitzen ist der Durchgang zu einer Bank im Heck.

### Closed-coupled Phaeton

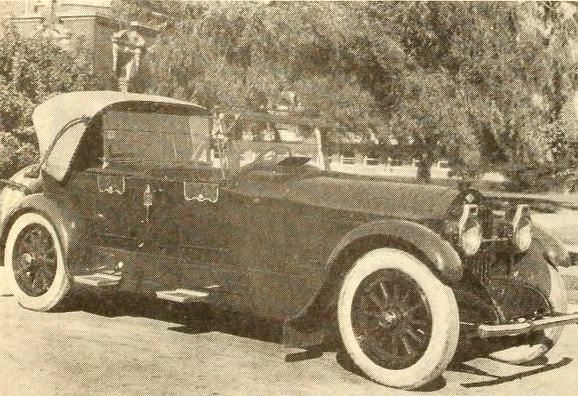
Locomobile Modell 48 Sportif (closed coupled) mit zweiter Windschutzscheibe für Schauspieler Tom Mix (1921)

Das hintere Abteil ist zu Lasten der Beinfreiheit nach vorn verschoben, dadurch entsteht im Heck Platz für einen integrierten Kofferraum, der in der Regel zwischen den hinteren Kotflügeln angeordnet ist. Manche Karossiers verwendeten maßgefertigte Koffer, welche exakt in dafür vorgesehene Mulden passten. Der Begriff Close coupled wurde auch auf andere Karosseriebauformen angewendet; eine geschlossene ist der Brougham.

### Tourster, Foursome, Sport model

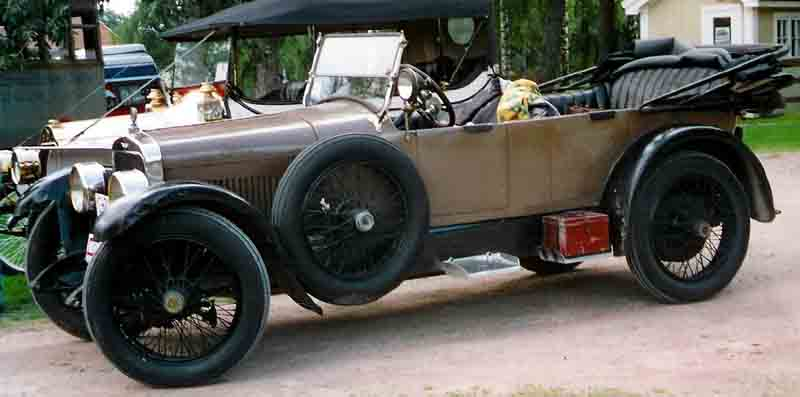
HCS Series 4 Type 4 Foursome (1923)

Tourster ist eine Wortbildung aus „Touring“ und „Roadster“. Diese Unterform des Phaeton war weniger verbreitet und verschwand in den frühen 1930er Jahren. Oft boten exklusive Hersteller ein 5-sitziges Phaeton und einen 4-sitzigen Tourster parallel an.  Die Karosserie des Tourster ist schlanker als jene des normalen Touring resp. Phaeton und meist kürzer. Der Tourster ist typischerweise 4-sitzig und 4-türig. Der Begriff überschneidet sich mit dem Torpedo. Zu den letzten und bekanntesten Tourster gehören die bei Derham in den frühen 1930er Jahren auf dem langen Duesenberg-Fahrgestell aufgebaute Version. Der Packard 734 Speedster Phaeton war der Definition nach ein Tourster.

### Dual Cowl Phaeton

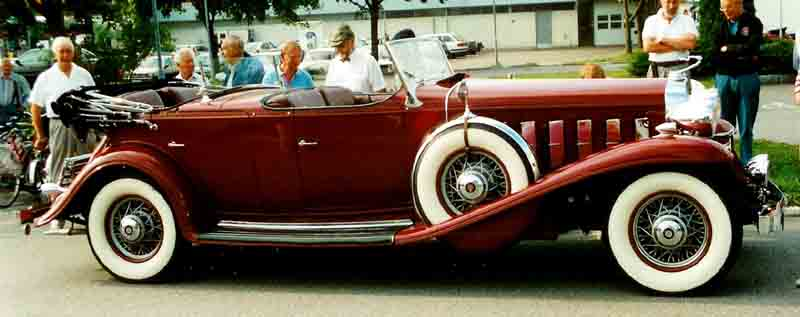
Cadillac V16 Series 452-B Dual Cowl Phaeton von Fleetwood (1932)

Eine weitere Variante des Phaeton ist das Dual Cowl Phaeton, manchmal auch Double Cowl Phaeton genannt. „Cowl“ ist die englische Bezeichnung für das Torpedoblech zwischen Motorhaube und Passagierabteil. Gemeint ist, dass das vordere und das hintere Passagierabteil vollständig voneinander getrennt sind. Oft sind Annehmlichkeiten wie eine Getränkebar oder ein ausziehbarer Schminktisch in die Trennwand eingebaut. Darüber ist in der Regel eine umklappbare (selten: versenkbare) zweite Windschutzscheibe angebracht, welche die Fondpassagiere besser vor dem Fahrtwind schützt. Bei manchen Dual Cowl Phaeton muss zum Ein- und Aussteigen zudem eine Abdeckung samt der Scheibe nach vorn geklappt werden. Das wahrscheinlich erste Dual Cowl Phaeton wurde 1916 von J. Franklin deCausse (1879–1928) auf einem Fahrgestell Locomobile Modell 48 für den Warenhauskönig John Wanamaker gebaut.

## Der Begriff „Phaeton“ im Normenwerk des DIN
Nach der deutschen Norm DIN 70011 „Aufbauten für Personenkraftwagen; Benennungen und Begriffe“ vom März 1959 war der „Phaeton (Tourenwagen)“ definiert als offener Personenkraftwagen mit zwei oder mehr Sitzen, zwei oder vier Türen und aufsteckbaren oder einknöpfbaren losen Seitenteilen; das Verdeck musste als zurücklegbares oder versenkbares Scherenverdeck oder als zurücklegbares oder abnehmbares Klappverdeck ausgeführt sein.

## VW Phaeton

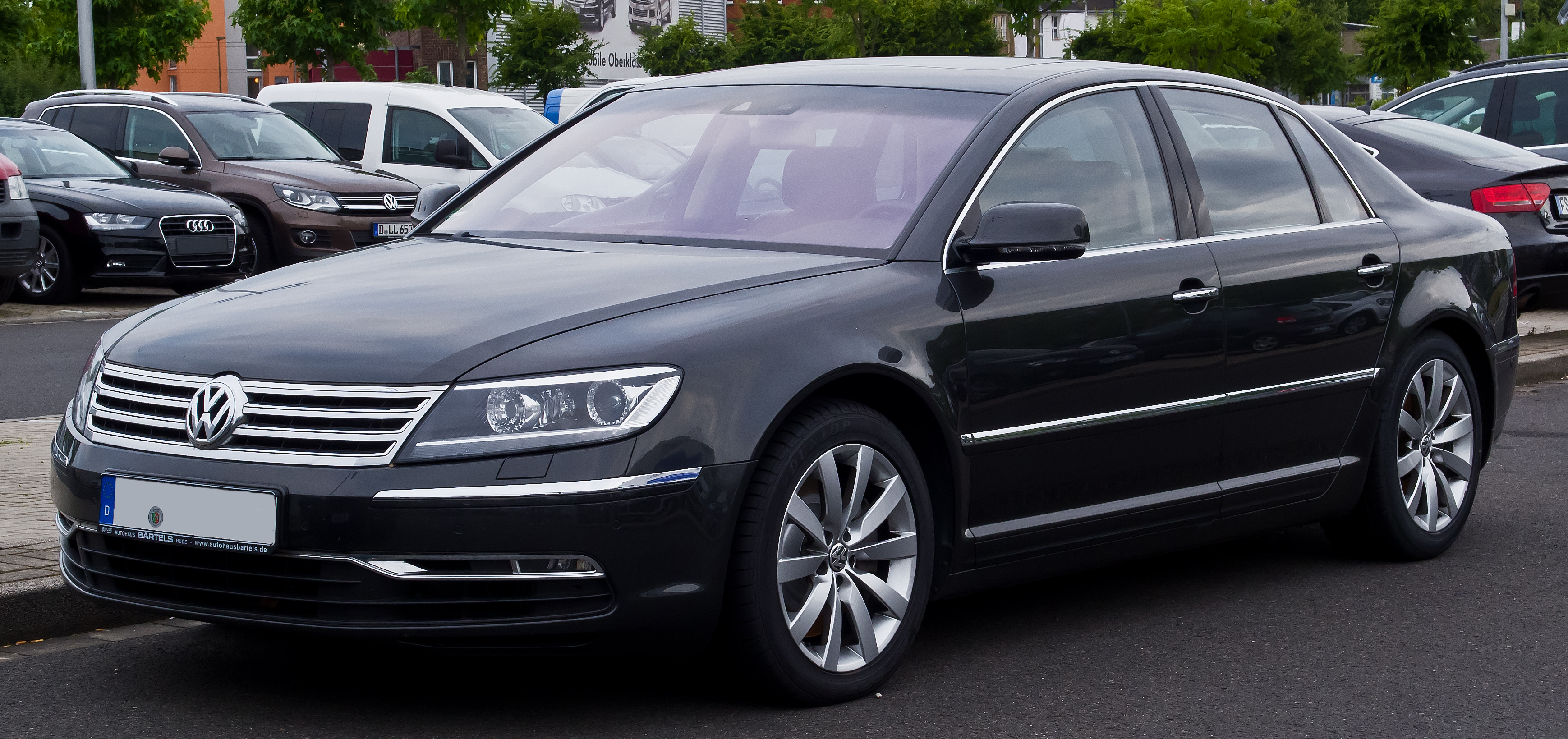
Die von Ende 2001 bis 2016 unter dem Namen Phaeton produzierte Oberklassenlimousine von Volkswagen.

Der Volkswagen-Konzern wählte für sein erstes Oberklasse-Fahrzeug (Verkaufsbeginn 2002; Verkaufsende 2016) den Namen VW Phaeton.

## Rezeption
Der Schriftsteller Otto Julius Bierbaum schuf 1903 mit Eine empfindsame Reise im Automobil erstmals einen literarischen Bericht über eine Reise mit dem Phaeton von Deutschland nach Italien und zurück.